# Ran Reflection Radio
『Ran Reflection Radio』（ラン リフレクション レディオ）は、エフエム福岡（FM FUKUOKA）で放送しているラジオのトーク番組。

## 概要
リスナーと「Reflection＝反射」し合い、共にキラキラ輝いていけるような番組を目指す福岡県出身のシンガーソングライターであるRanの冠番組。Ranにとって地元から発信する初めてのレギュラー番組である。
パートナーとしてエフエム福岡アナウンサーの愛智望美と共にお送りしている。番組公式ハッシュタグはリフレディ。
ラジオクラウドでは過去放送が配信されている。
2020年9月11日は生放送で放送し、『ハカタカランキン!』を担当している小雪も飛び入りで出演した。

## 放送時間
- 2020年4月3日 - 、エフエム福岡（FM FUKUOKA） 毎週金曜 21:00 - 21:30[1]

## 番組コーナー
Ran Weekly
Ranと愛智、リスナーが不思議に感じたことを募集するコーナー。
ドル研
Ranと愛智が好きなアイドル、リスナーおすすめのアイドルを紹介するコーナー。
どっち!?のトークSHOW
Ranと愛智がリスナーから募集した究極の選択に答えていくコーナー。Twitter上でリスナーに対してアンケートもおこなう。
Ran MUSIC TREE
Ranのルーツミュージックやお気に入りのアーティストや曲を紹介するコーナー。
キュン詞の花園
心をわしづかみにされた、衝撃を受けたキュンキュンする歌詞を募集するコーナー。
金曜夜の一言
Ranが偉人・著名人の名言を紹介するコーナー。

この他、Ranと愛智へのメッセージも募集している。

## 備考
- 2020年8月3日からの1週間、エフエム福岡『〜Ultra Radio Connection〜DIG!!!!!!!!FUKUOKA』にミニアルバム『無垢』の宣伝のため電話出演し、『Ran Reflection Radio 番外編 オヤジの一言』と題した企画をおこなった[17]。